# Salix delnortensis
Salix delnortensis är en videväxtart som beskrevs av C. K. Schneider. Salix delnortensis ingår i släktet viden, och familjen videväxter. Inga underarter finns listade i Catalogue of Life.

## Bildgalleri

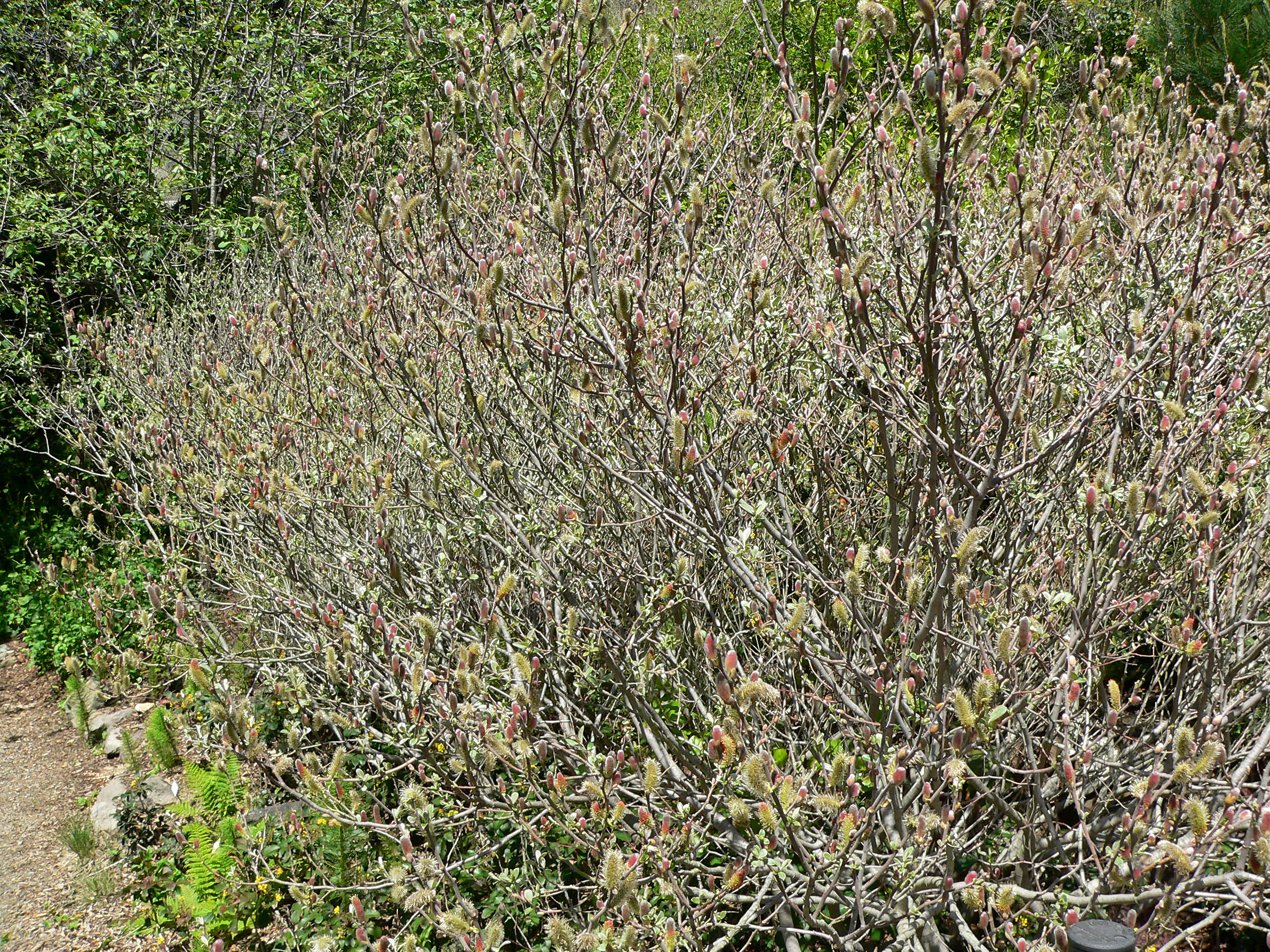
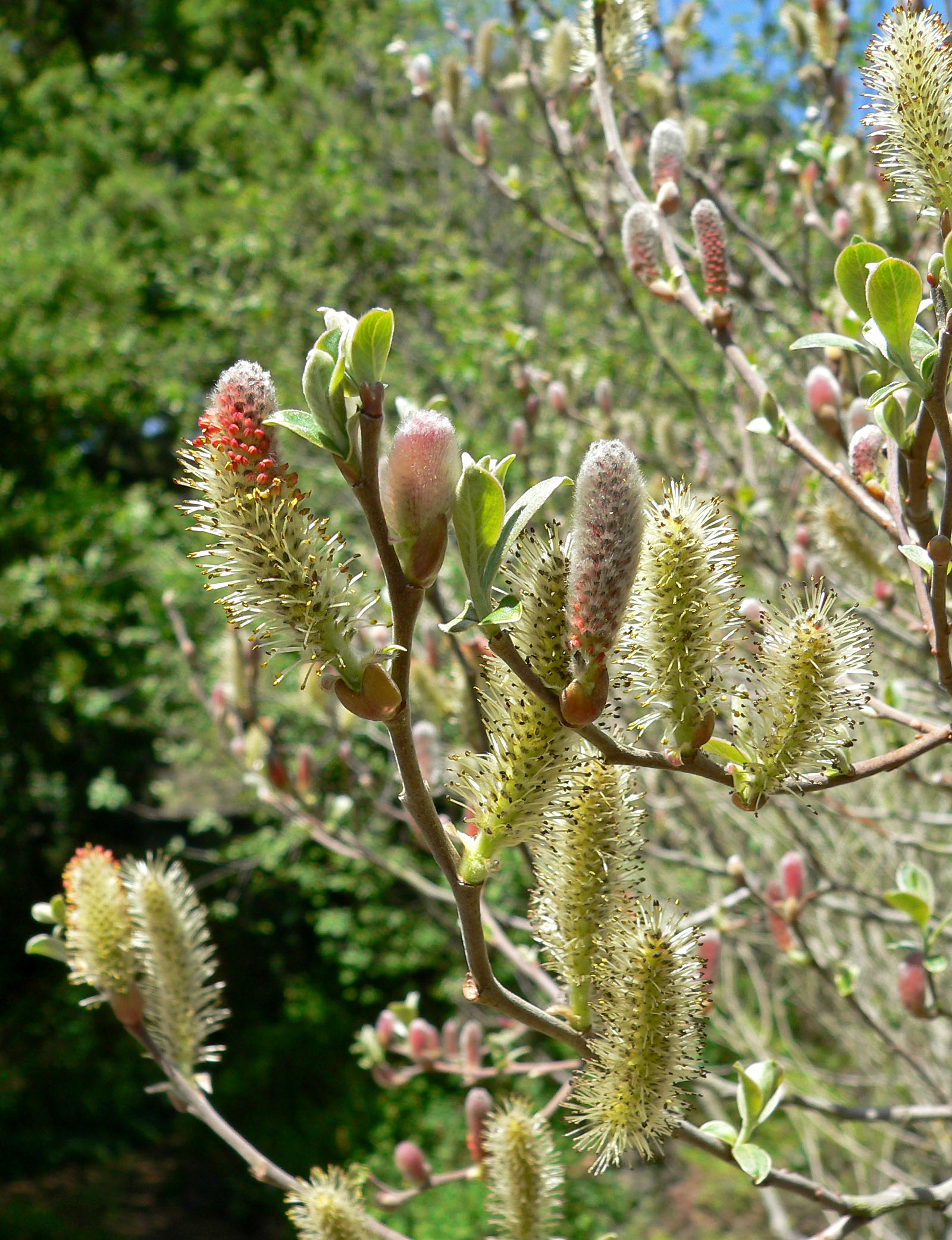
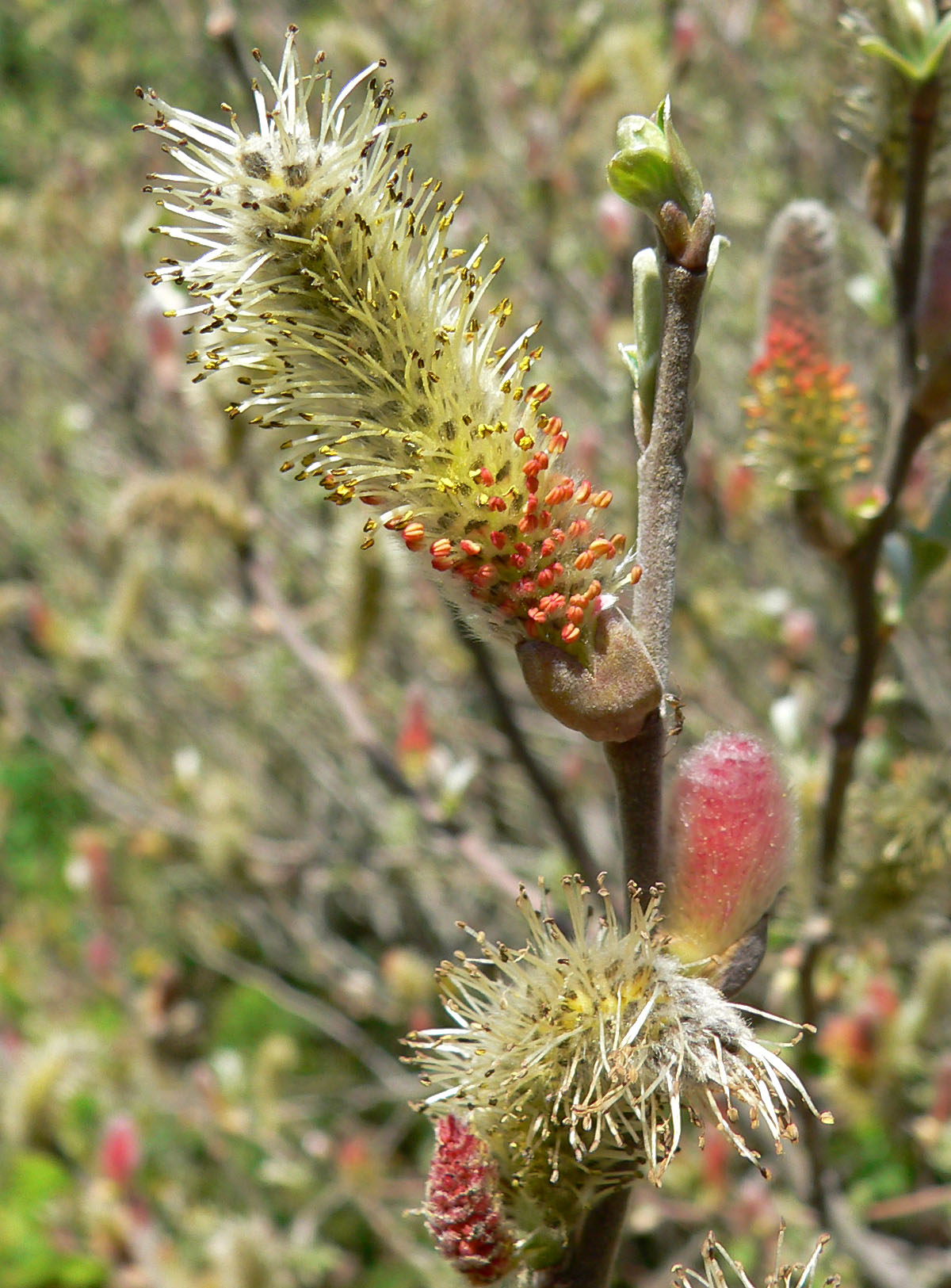